# Mattia Binotto
Mattia Binotto, född 3 november 1969, är en italiensk-schweizisk ingenjör som är CTO och COO för det schweiziska Sauber Motorsport och därmed även för det schweiziska Formel 1-stallet Sauber.
Han avlade en kandidatexamen i maskinteknik vid École polytechnique fédérale de Lausanne och en master i ingenjörsvetenskap med inriktning på fordon vid Università degli Studi di Modena e Reggio Emilia. Efter studierna började han 1995 arbeta för Ferrari i deras avdelning för testning av motorer, två år senare blev han flyttad till avdelningen som har hand om de motorer som Ferrari använder vid race. 2007 befordrades han till att vara chefsingenjör. Två år senare fick han förändrade arbetsuppgifter när han blev chef för Ferraris avdelningar för motorer och Kinetic energy recovery system (KERS). 2013 blev han vice chef för motorer och elektronik och i senare skede COO för avdelningen som arbetar med effekt. 2016 lämnade Ferraris tekniska direktör James Allison stallet och Binotto utsågs som efterträdaren. 2019 ersatte han Maurizio Arrivabene som stallchef.